# Tes Schouten
Tes Schouten (Bodegraven, 31 de dezembro de 2000) é uma nadadora neerlandesa.

## Carreira
Em 2023, Schouten venceu o campeonato holandês nos 100 e 200 metros peito. No Mundial de Fukuoka, Schouten foi eliminada em décimo lugar nas semifinais dos 100 metros peito. A sul-africana Tatjana Schoenmaker venceu os 200 metros peito à frente de Kate Douglass e Tes Schouten, Lilly King terminou em quarto lugar, mais de meio segundo atrás de Schouten. A equipe holandesa de revezamento medley com Kira Toussaint, Tes Schouten, Kim Busch e Marrit Steenbergen ficou em sétimo lugar. Em dezembro de 2023, o Campeonato Europeu de Curta Duração aconteceu em Otopeni. Schouten terminou em terceiro nos 100 metros peito, atrás da estoniana Eneli Jefimova e da italiana Benedetta Pilato. O revezamento medley holandês 4 x 50 metros ficou em quarto lugar. Ela conquistou o título dos 200 metros peito por quase dois segundos e meio.
No Campeonato Mundial de 2024 em Doha, Schouten ficou em segundo lugar nos 100 metros peito, atrás de Tang Qianting e um décimo de segundo à frente de Siobhan Bernadette Haughey, de Hong Kong. Schouten venceu os 200 metros peito com mais de um segundo de vantagem sobre Kate Douglass, que por sua vez terminou dois segundos à frente da terceira colocada canadense Sydney Pickrem. A equipe holandesa de revezamento medley com Kira Toussaint, Tes Schouten, Maaike de Waard e Kim Busch ficou em quinto lugar. Cinco meses depois, nos Jogos Olímpicos de Paris, Tes Schouten foi eliminado nos 100 metros peito em décimo lugar nas semifinais. Ela chegou à final nos 200 metros peito. Kate Douglass venceu à frente da sul-africana Tatjana Smith-Schoenmaker, com Schouten terminando em terceiro, um segundo e meio atrás. O revezamento 4 x 100 metros medley com Maaike de Waard, Tes Schouten, Tessa Giele e Marrit Steenbergen ficou em oitavo lugar.